# Alfred Leopold
Alfred Leopold (* 16. September 1852 in Klagenfurt am Wörthersee; † 21. September 1933 ebenda) war ein österreichischer Mediziner.
Alfred Leopold zählt zu den Begründern des Kurortes Pörtschach am Wörther See im letzten Viertel des 19. Jahrhunderts. Seit den 1850er Jahren verkehrte auf dem See fahrplanmäßig ein Raddampfer, der auch Pörtschach anlief, die 1860er Jahre brachten den Anschluss ans Eisenbahnnetz der Monarchie, 1882 kaufte Ernst Wahliss den Besitz der in Schwierigkeiten geratenen Wörtherseebad AG und begann mit der Ausgestaltung der Halbinsel durch das Anlegen von Parkanlagen und Promenadenwegen. Der Bau von Villen und die Errichtung eines Großrestaurants machten aus dem Fischerdorf einen Kurort, während der Klagenfurter Arzt Leopold spezielle Kureinrichtungen schuf und die medizinische Versorgung der Kur- und Sommergäste in die Hand nahm.
Alfred Leopold wurde am 16. September 1852 in Klein-Freyenthurn bei Klagenfurt geboren, absolvierte mit 17 Jahren die Matura, studierte in Graz Medizin und bekam als Sekundararzt eine Anstellung am allgemeinen Krankenhaus in Klagenfurt. Ein schweres Lungenleiden zwang ihn zur Aufgabe seines Arbeitsplatzes. In einem fast hoffnungslosen Zustand ließ er sich auf einer Tragbahre nach Pörtschach am Wörther See bringen, wo sich sein Zustand wider alles Erwarten besserte und er schließlich der Genesung entgegenging. Der junge Arzt blieb im Ort, erbaute eine Kuranstalt, eine Warmbadeanlage und eine Villa. 1897 richtete er auch eine Apotheke ein. Um Anregungen zu sammeln, hatte er sich in Meran, Bozen, an der Riviera und am Gardasee umgesehen. Vor dem Kauf der Kurbehelfe hatte er Ärzte in Paris, Rom und Wien konsultiert. Leopold besaß als erster einen Röntgenapparat. In seiner Anstalt behandelte er Nerven- und Stoffwechselerkrankungen. Zum medizinischen Behandlungsangebot gehörten Höhensonne, Blaulichtbäder, Ozoninhalationen, Massage- und elektrische Entfettungskuren. Außerhalb der Saison ordinierte der „Kehlkopf- und Ohrenarzt“ im Mezzanin des Rainerhofes in Klagenfurt. Die neuen Kurmethoden konnten auch in seiner Stadtpraxis in Anspruch genommen werden.

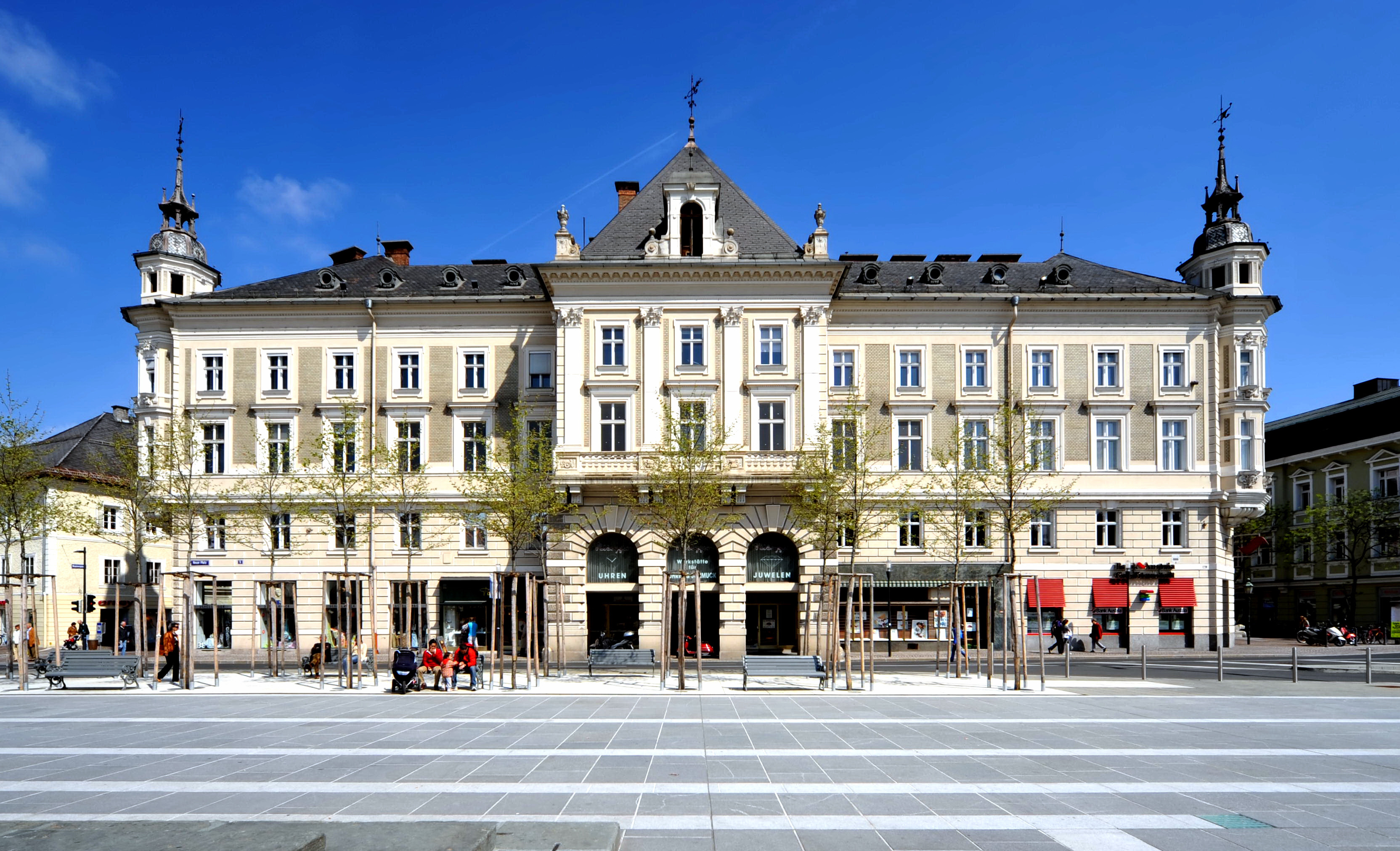
Rainerhof am Neuen Platz in Klagenfurt

1908 schrieb er die Broschüre 50 Jahre Pörtschach, in der er die Entwicklung zum modernen Kurort schildert.
Während des Ersten Weltkrieges leitete Leopold im Militärspital Marianum durch etliche Jahre die elektrische Heilabteilung. Für seine Verdienste erhielt der Mediziner den Titel Kaiserlicher Rat und das Ritterkreuz des Franz-Joseph-Ordens.
Da der Fremdenverkehr durch den Krieg einbrach und Leopold selbst alt geworden war, veräußerte er die Pörtschacher Kuranstalt und beschränkte sich auf seine Praxis in Klagenfurt, wo er die Patienten noch bis 1930 betreute.
In Pörtschach war er von 1878 bis 1917 im Gemeinderat. Außerdem arbeitete er im Landesverband für Fremdenverkehr mit. Im Musikverein für Kärnten war er Ausschussmitglied. Leopold war ein großer Musikfreund und ein guter Klavierspieler. Seine Frau Anna war Schuldirektorin und starb im Mai 1925. Er verstarb im Alter von 81 Jahren am 21. September 1933. Das Begräbnis fand in Annabichl statt.

## Publikationen
- 50 Jahre Pörtschach. Klagenfurt 1908.

| Personendaten    | Personendaten            |
| ---------------- | ------------------------ |
| NAME             | Leopold, Alfred          |
| KURZBESCHREIBUNG | österreichischer Kurarzt |
| GEBURTSDATUM     | 16. September 1852       |
| GEBURTSORT       | Klagenfurt am Wörthersee |
| STERBEDATUM      | 21. September 1933       |
| STERBEORT        | Klagenfurt am Wörthersee |